# DuBridge Range
DuBridge Range – pasmo górskie w Górach Admiralicji w Ziemi Wiktorii w Antarktydzie Wschodniej.

## Nazwa
Nazwane przez Advisory Committee on Antarctic Names (tłum. „Komitet doradczy ds. nazewnictwa Antarktyki”) na cześć Lee DuBridge’a (1901–1994), doradcy ds. nauki prezydenta Stanów Zjednoczonych w latach 1969–1970 .

## Geografia
DuBridge Range to pasmo górskie w Górach Admiralicji w Ziemi Wiktorii w Antarktydzie Wschodniej . Rozciąga się z południowego zachodu na północny wschód na przestrzeni ponad 32 km, dochodząc do północnego wybrzeża Ziemi Wiktorii na zachód od Flat Island . Oddziela Pitkevitch Glacier od Shipley Glacier .

## Historia
Pasmo zostało zmapowane przez United States Geological Survey (USGS) na podstawie badań terenowych i zdjęć lotniczych w latach 1960–1963 .